# Gylippus
Gylippus (Grieks: Γύλιππος, Gylippos), zoon van Cleandridas, was een vooraanstaande Spartaanse militair uit het laatste kwart van de 5e eeuw v.Chr..
Hij was de zoon van een zekere Cleandridas, die door de eforen was aangesteld tot militaire adviseur van de jeugdige koning Pleistoanax I tijdens een Spartaanse inval in Attica in 445 v.Chr., doch daarbij in ongenade viel. Na de verbanning van zijn vader bleef de jonge Gylippus in Sparta achter om er opgevoed te worden.
In 414 v.Chr., nadat de Spartaanse overheid besloten had om op advies van Alcibiades een Spartaanse bevelhebber naar Sicilië te sturen, werd Gylippus voor deze functie uitgekozen, met de opdracht de stad Syracuse op haar verzoek bij te staan in haar strijd tegen Athene. Reeds het volgende jaar bracht hij, met de hulp van troepen uit onder andere Himera, Gela en Selinus, de Athene expeditiemacht onder het bevel van Nicias en Demosthenes de beslissende nederlaag toe, en dwong de Atheners tot capitulatie. Gylippus kon niet verhinderen dat Nicias en Demosthenes, tegen zijn advies in, in het openbaar werden geëxecuteerd.
In 404 v.Chr. werd hij door de Spartaanse admiraal Lysander belast met het transport van oorlogsbuit naar Sparta. Hij werd er echter op betrapt dat hij een deel van deze buit ontvreemd had - een van zijn slaven had hem verraden! - en daarom verkoos hij vrijwillig in ballingschap te gaan, om zijn terdoodveroordeling wegens hoogverraad te voorkomen. Over de precieze omstandigheden van zijn dood is niets met zekerheid bekend.